# پارک طبیعی دریاچه پویرازلار
پارک طبیعی دریاچه پویرازلار (ترکی استانبولی: Poyrazlar Gölü Tabiat Parkı) یک پارک طبیعی در استان سقاریه کشور ترکیه است.